# M/S MSC Bridge
M/S MSC Bridge, tidigare M/S Ark Forwarder och M/S Sea Centurion, är en fraktfärja i trafik för MSC i Italien. Färjans teoretiska fraktkapacitet är 2 715 längdmeter. Fartyget ägs av Stena RoRo och sjösattes som M/S Stena Ausonia. Sitt första uppdrag fick hon för brittiska marinens räkning och levererades 1998 under namnet Sea Centurion. Ytterligare två systerfartyg, idag M/S Mexico Star respektive M/S Jacklyn, beställdes, men levererades inte förrän 2004 på grund av varvskonkurs.  
Fartyget har därefter haft rad charteruppdrag innan hon 2018 kom till den nuvarande operatören MSC och fick namnet M/S MSC Bridge.  